# ایرما ریخووا
ایرما رِیخووا (چکی: Irma Reichová؛ ۱۴ مارس ۱۸۵۹ – ۵ ژوئن ۱۹۳۰) خوانندهٔ اُپرای اهل امپراتوری اتریش (جمهوری چک کنونی) بود که در نیمه دوم قرن نوزدهم در خانه‌های اپرای اروپا حضور فعال داشت. او که یک سوپرانو دراماتیک بود، هم به دلیل استعداد موسیقایی و هم استعداد بازیگری اش مورد تحسین قرار گرفت. او بیشتر به خاطر حضور در اولین نمایش جهانی تعدادی از اپراهای آنتونین دورژاک و بدریخ اسمتانا به یاد می‌آید.